# Ebrar Karakurt
Ebrar Karakurt (Balikesir, 17 de enero de 2000) es una jugadora de voleibol turca. Con una altura de 1,96 m (6′ 5″) se desempeña como opuesta. Es parte del equipo nacional de voleibol femenino de Turquía.

## Carrera profesional

### Clubes
Karakurt comenzó su carrera de voleibol en el DSİ Spor de Balıkesir. Después de establecerse en Bursa, continuó jugando en el equipo de su escuela en la escuela secundaria Bursa Bahçeşehir Anadolu, y al mismo tiempo en el Bursa Büyükşehir Belediyespor.  Jugó para Bursa BB en la Liga de Voleibol Femenina Turca 2014-15.  Tuvo una doble licencia que le permitió jugar en el Bursa BB y el Vakıfbank. Fue miembro del equipo juvenil de Vakıfbank antes de integrar el equipo sénior.
Formó parte del equipo Vakıfbank, que se convirtió en campeón de la Liga de Campeones Femenina CEV 2017-18. Jugó con el Vakifbank hasta que se mudó al equipo turco Türk Hava Yolları en 2020, donde permaneció una temporada consiguiendo el tercer puesto en la liga turca. Para la temporada 2021/22 fue transferida al Igor Novara italiano con un contrato de dos años. Con este equipo logró un subcampeonato de liga italiana en su primera temporada, y un quinto puesto en el 2022/23. Asimismo incursionó en la Liga de Campeones de Europa, donde no logró pasar de la fase de grupos en 2021/22 y alcanzó la semifinal en 2022/23, cayendo ante el Eczacibasi turco.

### Selección nacional
Formó parte del equipo de Turquía Sub-18 y jugó en el Campeonato Europeo de Voleibol Femenino Sub-18 de 2017 en los Países Bajos,  así como en el Campeonato Mundial de Voleibol Femenino Sub-18 de la FIVB de 2017 en Argentina.  Fue nombrada una de las dos mejores atacantes externas del torneo. 
Participó en el Campeonato Mundial Sub-23 de Voleibol Femenino FIVB 2017 en Eslovenia con el equipo Sub-23 de Turquía, que se convirtió en el campeón del torneo.  
Después de ser admitida en la selección de Turquía, alcanzó varios logros importantes, entre los cuales está la medalla de plata en el Campeonato de Europa Femenino de 2019 organizado en Ankara, Turquía. Antes de eso, jugó en la Liga de Naciones 2018, donde Turquía alcanzó la medalla de plata. Con 21 años participó en los Juegos Olímpicos de Tokio 2020, donde el seleccionado turco finalizó en el quinto puesto. Durante la primera fase fue señalada como una de las «jóvenes estrellas» del equipo que destacó «no sólo por su cabello color rosa sino también por la energía irresistible que muestra durante el juego». En el año 2021 también consiguió el tercer puesto en la Liga de Naciones de 2021, tras caer ante Estados Unidos en las semifinales y derrotar a Japón en el partido definitorio.

## Palmarés

### Clubes
- Liga de Campeones Femenina CEV 2017-18  -  Medalla de oro, con VakıfBank
- Campeonato Mundial de Clubes FIVB 2019 –  Medalla de bronce, con VakıfBank
- Liga de Italia 2021/22 -  Medalla de plata, con AGIL Novara

### Selección nacional
- Campeonato Mundial Sub-23 2017 -  Medalla de oro
- Liga de las Naciones 2018 -  Medalla de plata
- Campeonato Europeo 2019 -  Medalla de plata
- Liga de las Naciones 2021 -  Medalla de bronce
- Campeonato de Europa 2021 -  Medalla de bronce

### Individuales
- Campeonato Mundial Femenino Sub-18 de la FIVB 2017 - "Mejores atacantes externos"
- Liga de Naciones FIVB 2019 - "Mejores atacantes externos"